# اهرم

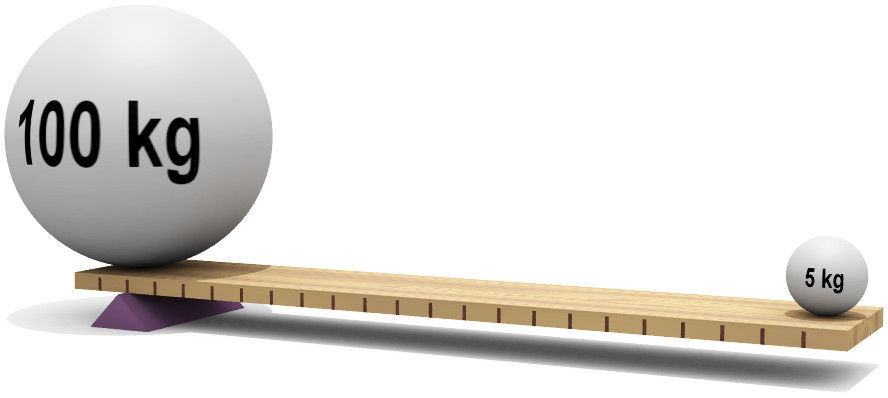

اَهرُم ابزاری‌ست تشکیل شده از یک میله یا تیر که حول محوری می‌گردد. اهرم یکی از ۶ نوع ماشین ساده محسوب می‌شود.
مثال ساده‌ای برای اهرم‌ها انبردست، الاکلنگ، فرغون و میخ کش می‌باشد. برای مثال میخ کش یک اهرم نوع اول است. که تکیه‌گاه بین جسم(نیروی مقاوم)، نیرو(نیروی محرک) قرار دارد. اهرم‌ها سه نوع دارند اهرم نوع اول که تکیه‌گاه بین نیروی مقاوم و نیروی محرک قرار دارد. نوع دوم که نیروی مقاوم(جسم)بین تکیه‌گاه و نیروی محرک(نیرو)قرار گرفته‌است. نوع سوم نیروی محرک(نیرو) بین تکیه‌گاه و نیروی مقاوم(جسم)قرار دارد. 

## تاریخچه
اهرم اولین بار توسط دانشمند یونانی، اَرَشْمیدُس در سال ۱۶۱ قبل از میلاد توصیف شده‌است. او گفته‌است: «به من جایی برای ایستادن بدهید، من زمین را جابه‌جا خواهم کرد.» 
جالب است بدانید اهرم یکی از تجهیزات زنبورداری نیز هست که برای باز کردن درب کندو ها کاربرد بسیار زیادی دارد.

## ساختار اهرم‌ها
اهرم از سه بخش بازوی محرک، بازوی مقاوم و تکیه‌گاه تشکیل شده‌است. نیروی محرک بر بازوی محرک وارد می‌شود و نیروی مقاوم که معمولاً وزنه است، بر بازوی مقاوم وارد می‌شود. اهرم‌ها بسته به محل تکیه‌گاه به سه دسته تقسیم‌بندی می‌شوند.

اهرم نوع اول(که خود سه حالت دارد):این تصویر اشکال دارد و جهت نیروی مقاوم باید عوض شود(مانند الاکلنگ).
اهرم نوع دوم: این تصویر اشکال دارد و جهت نیروی مقاوم باید عوض شود (مانند فرغون).
اهرم نوع سوم: این تصویر اشکال دارد و جهت نیروی مقاوم باید عوض شود (مانند پنس).

## مزیت مکانیکی
مزیت مکانیکی یک اهرم به ما نشان می‌دهد که استفاده از یک اهرم (به‌طور کلی هر ماشین ساده) چه قدر مفید است و ماشین، نیروی وارده را چند برابر کرده‌است. مزیت مکانیکی کمیتی بی‌بُعد است.
- رابطه کلی برای تمام ماشین‌ها یا مزیت مکانیکی واقعی ('A): نیروی مقاوم R (نیرویی که ماشین بر جسم وارد می‌کند) تقسیم بر نیروی محرک E (نیرویی که ما بر ماشین وارد می‌کنیم).
- R / E

- رابطه ویژه اهرم‌ها در صورت وجود نداشتن اصطکاک (مزیت مکانیکی کامل (A)): در صورت وجود نداشتن اصطکاک مزیت مکانیکی کامل داریم که از تقسیم طول بازوی محرک (LE)، بر طول بازوی مقاوم (LR) به دست می‌آید:
- LE / LR